# Dobri Will Hunting
Dobri Will Hunting (eng. Good Will Hunting) je američka drama iz 1997. godine koju je režirao Gus Van Sant, a u kojoj su glavne uloge ostvarili Matt Damon, Robin Williams, Ben Affleck, Minnie Driver i Stellan Skarsgård. Scenarij su napisali Affleck i Damon, a sam Damon glumi i naslovnu ulogu u filmu koji prati 20-godišnjeg radnika iz južnog Bostona Willa Huntinga, genijalca koji je prisiljen viđati se s terapeutom (Williams) i učiti naprednu matematiku s nagrađivanom profesorom (Skarsgård) kako bi izbjegao zatvorsku kaznu. Kroz terapiju Will ponovno preispituje svoje odnose s najboljim prijateljem (Affleck) i novom djevojkom (Driver) dok se u isto vrijeme suočava s osobnim emotivnim problemima i odlučuje o svojoj budućnosti.
Film Dobri Will Hunting bio je kritički i komercijalni uspjeh. Tijekom kino distribucije zaradio je preko 225 milijuna dolara, čak dvadeset i dva puta više od svog inicijalnog budžeta koji je iznosio približno 10 milijuna dolara. Nominiran je u devet kategorija za prestižnu filmsku nagradu Oscar od čega je osvojio dva: za najboljeg sporednog glumca (Robin Williams) i najbolji originalni scenarij (Matt Damon i Ben Affleck).

## Radnja
20-godišnji Will Hunting (Matt Damon) iz južnog Bostona je zapravo genijalac koji, unatoč tome, odlučuje raditi kao čistač na znanstvenom sveučilištu Massachusetts i provoditi slobodno vrijeme sa svojim prijateljima Chuckiejem Sullivanom (Ben Affleck), Billyjem McBrideom (Cole Hauser) i Morganom O'Mallyjem (Casey Affleck). Nakon što dobitnik nagrade za kombinatoriku, profesor Gerald Lambeau (Stellan Skarsgård) postavi matematički problem kako bi natjerao svoje studente na dodatno zalaganje, Will rješava zadatak brzo, ali anonimno. Lambeau nakon toga postavi još teži zadatak te vidi Willa kako ga rješava. U isto vrijeme Will upoznaje Skylar (Minnie Driver), britansku studenticu koja će uskoro maturirati na Sveučilištu Harvard te otići u Kaliforniju na Stanford kako bi nastavila s medicinskim obrazovanjem.
Nakon što napadne mladića koji ga je zlostavljao dok su bili klinci, Will se nađe na sudu. Lambeau uspije nagovoriti suca da Will izbjegne zatvorsku kaznu ako ovaj pristane proučavati matematiku pod Lambeauovim nadzorom te redovito odlaziti na terapije kod psihijatra. Will pristaje, ali prvih nekoliko terapeuta tretira s prezirom pa oni odluče ne raditi s njim. U očaju, Lambeau kontaktira Seana Maguirea (Robin Williams), njegovog otuđenog cimera s fakulteta koji također dolazi iz južnog Bostona, a sada predaje psihologiju na Sveučilištu Bunker Hill. Za razliku od ostalih terapeuta, Sean odgovara Willu i uspije probiti njegove obrambene mehanizme te se nakon nekoliko terapija Will započne otvarati.
Will je posebno opčinjen Seanovom pričom o tome kako je upoznao svoju suprugu nakon što je poklonio ulaznicu za povijesnu bejzbolsku utakmicu 1975. godine. Sean nikad nije žalio za svojom odlukom niti je žalio za posljednjim godinama braka dok je njegova supruga umirala od raka. Upravo ti događaji ohrabre Willa da pokuša izgraditi čvrstu vezu sa Skylar, iako joj još uvijek laže o svojoj prošlosti i ne želi ju upoznati sa svojim prijateljima niti joj pokazati kvart u kojem živi. Will također natjerava Seana da započne promatrati svoj život iz objektivne perspektive, budući Sean još uvijek ne može prežaliti smrt supruge.
Iako profesor Lambeau ugovori par intervjua za posao za Willa, on na njih ne odlazi nego šalje svog prijatelja Chuckieja. Sean upozorava Lambeaua da pretjerano ne tjera mladića, a Will čuje njihovu zajedničku svađu oko njegove budućnosti što ga dodatno uznemiruje. Nakon što Skylar upita da se s njom preseli u Kaliforniju, njega spopadne panika i udaljava se od nje, u isto vrijeme otkrivši joj da je siroče i da ga je očuh fizički zlostavljao dok je bio mali. Skylar kaže Willu da ga voli, ali on joj ne uzvraća i ostavlja je. Nakon toga Will pobjesni na profesora Lambeaua, paleći papir na kojem je rješenje matematičkog istraživanja do kojeg je došao. Sean dolazi do zaključka da je Will toliko siguran u svoj neuspjeh kad su u pitanju međuljudski odnosi da zbog toga namjerno sabotira sve odnose kako bi izbjegao rizik emocionalne boli. Nakon što Will odbije dati iskren odgovor o tome što želi od svog života, Sean ga izbacuje iz ureda. Will kaže Chuckieju da želi biti radnik do kraja života, ali mu Chuckie odgovara da bi to bila uvreda kako za njegove prijatelje tako i za samog Willa koji bi time odbacio sav svoj potencijal. Također mu napominje da on zapravo želi da Will ode iz njegovog života, kako bi s istim napravio nešto više. Nakon toga Will odluči prihvatiti jednu od ponuda za posao koje mu je sredio Lambeau.
Na jednoj od posljednjih seansi Sean i Will zajedno priznaju jedno drugome da su obojica bili žrtve zlostavljanja u djetinjstvu, a Sean pomogne Willu da shvati da zlostavljanje koje je proživio nije bila njegova krivica. Nakon što je pomogao Willu da se uhvati u koštac sa svojim problemima, Sean se pomiruje s Lambeauom i odluči otići na put oko svijeta. U isto vrijeme Willovi prijatelji mu za 21. rođendan poklanjaju automobil Chevrolet Nova. On odlučuje ne prihvatiti niti jednu ponudu za posao, već s tim automobilom krene prema Kaliforniji kako bi se ponovno našao sa Skylar.

## Glumačka postava
- Matt Damon kao Will Hunting
- Robin Williams kao Dr. Sean Maguire
- Ben Affleck kao Chuckie Sullivan
- Stellan Skarsgård kao profesor Gerald Lambeau
- Minnie Driver kao Skylar
- Casey Affleck kao Morgan O'Mally
- Cole Hauser kao Billy McBride
- John Mighton kao Tom
- George Plimpton kao Dr. Henry Lipkin

## Produkcija

### Razvoj projekta
Ben Affleck i Matt Damon u originalu su napisali scenarij za triler: mladić iz problematičnog dijela južnog Bostona natprirodne inteligencije postaje meta FBI-a koji u njemu vidi potencijalnog agenta. Predsjednik studija Castle Rock Entertainment Rob Reiner ih je natjerao da izbace aspekt trilera iz priče i fokusiraju se na odnos između Willa Huntinga (Damon) i njegovog psihologa (Williams). Na Rainerov zahtjev priznati scenarist William Goldman pročitao je scenarij i dodatno predložio da klimaks filma treba biti Willova odluka da slijedi svoju djevojku Skylar u Kaliforniju. Goldman je konstantno negirao uporne glasine da je on napisao scenarij za Dobri Will Hunting ili da je sudjelovao na njemu kao konzultant. U svojoj knjizi Which Lie Did I Tell? Goldman je istaknuo da je nakon što je pročitao scenarij i proveo jedan dan s njegovim autorima njegova jedina kontribucija bila slaganje s komentarima Roba Reinera. Napisao je: "Mislim da je jedini razlog nevjerice da su Matt Damon i Ben Affleck zbilja napisali scenarij bila čista ljubomora. Bili su mladi, zgodni i slavni; ubijmo jebače."
Studio Castle Rock otkupio je scenarij za 675 tisuća dolara umjesto za 775 tisuća što je značilo da će Affleck i Damon zaraditi dodatnih 100 tisuća dolara ako se film producira, a oni budu jedini potpisnici na scenariju. Međutim, studiju se nije svidjela ideja da Affleck i Damon budu u glavnim ulogama već su mnogi direktori studija željeli vidjeti Brada Pitta i Leonarda DiCaprija. U vrijeme dok su Damon i Affleck odlazili na sastanke u Castle Rock, redatelj Kevin Smith je s Affleckom radio na filmu Mallrats, a skupa s Affleckom i Damonom na filmu Chasing Amy. Vidjevši da obojica imaju probleme s Castle Rockom, Smith i njegov producent-partner Scott Mosier su otkupili scenarij za Miramax čime su naknadno postali izvršni producenti na filmu.
Nakon što je otkupio prava na film od Castle Rocka, studio Miramax odobrio je početak produkcije. Nekoliko poznatih filmaša razmatrano je za režiju filma od kojih su najpoznatija imena bila ona Mela Gibsona, Michaela Manna i Stevena Soderbergha. U početku je Affleck upitao Kevina Smitha da li je on zainteresiran za režiju filma. Smith je odbio rekavši da im je potreban "dobar redatelj" i da on samo režira vlastite scenarije i da nije dobar kao vizualni redatelj. Affleck i Damon su na kraju odabrali Gusa Van Santa čiji je rad na ranijim filmovima, posebno Drugstore Cowboy ostavio jako dobru impresiju na scenariste. Miramax se složio s izborom i Van Sant je dobio posao.

### Snimanje filma
Dobri Will Hunting snimljen je na lokacijama u Bostonu i Torontu u razdoblju od pet mjeseci 1996. godine. Iako je priča smještena u Bostonu, dosta filma snimljeno je na lokacijama u Torontu, a Sveučilište toga grada "glumilo" je Sveučilišta Massachusetts i Harvard dok su scene u učionicama snimljene u McLennan Physical Laboratories i Central Technical School također u Torontu. Scene koje se odvijaju u barovima u južnom Bostonu ("Southie") snimljene su u Woody's St. Tavern. Duga scena na kraju filma preko koje ide odjavna špica snimljena je u Stockbridgeu, na putu prema granici s državom New York.
Glumačka ekipa tijekom probnih snimanja radila je na dosta improvizacija. Pomoću njih Robin Williams, Ben Affleck i Minnie Driver znatno su dopridonijeli svojim likovima. Posljednja rečenica Robina Williamsa u filmu kao i scena seanse u kojoj priča o ružnim navikama svoje supruge također su bile produkt improvizacije. Upravo ta scena je iznenadila kompletnu filmsku ekipu. Prema Damonovim audio komentarima na DVD izdanju filma, improvizacija scene natjerala je kamermana Johnnyja na snažan smijeh pa se u jednom kratkom trenutku može vidjeti i micanje kamere dok prikazuje Damona kako se također smije.
Redatelj Gus Van Sant je istaknuo u DVD komentarima da bi svakako ostavio barem nekoliko izbačenih scena iz filma da je tada znao da će film postati toliko popularan. U jednoj od njih Skylar dolazi u posjet Chuckieju nadajući se da će dokučiti Willovo ekscentrično ponašanje o kojem Will ne želi razgovarati.
Sam film posvećen je sjećanju na pjesnika Allena Ginsberga i pisca Williama S. Burroughsa koji su obojica umrli 1997. godine.

## Priznanja

### Box-office rezultat
Film je krenuo u limitiranu kino distribuciju i u prvom vikendu zaradio 272 912 dolara. U široku kino distribuciju krenuo je u siječnju 1998. godine, a u prvom vikendu zaradio 10 261 471 dolara. U Sjevernoj Americi sveukupno je zaradio 138 433 435 dolara, dok mu sveukupna svjetska kino zarada danas iznosi 225 900 000 dolara.

### Kritike
Film Dobri Will Hunting zaradio je hvalospjeve kritičara. Prema izračunu na popularnoj Internet stranici Rotten Tomatoes film ima 97% pozitivnih ocjena, a postotak je temeljen na 68 zaprimljenih kritika uz prosječnu ocjenu od 8/10. Na drugoj Internet stranici koja prikuplja kritike filmskih kritičara, Metacritic, film ima prosječnu ocjenu 70/100 temeljenu na 28 zaprimljenih kritika.

## Nagrade

### Oscar
Film Dobri Will Hunting nominiran je u devet kategorija za prestižnu filmsku nagradu Oscar, a osvojio ih je dvije:
- Najbolji sporedni glumac (Robin Williams)
- Najbolji scenarij (Matt Damon i Ben Affleck)
- Najbolji film
- Najbolji redatelj (Gus Van Sant)
- Najbolji glavni glumac (Matt Damon)
- Najbolja sporedna glumica (Minnie Driver)
- Najbolja montaža (Pietro Scalia)
- Najbolja originalna glazba (Danny Elfman)
- Najbolja pjesma (Elliott Smith, pjesma Miss Misery)

### Zlatni globus
Film Dobri Will Hunting bio je nominiran u četiri kategorije za nagradu Zlatni globus, a osvojio je jednu:
- Najbolji scenarij - Matt Damon i Ben Affleck
- Najbolji film (drama)
- Najbolji glumac (drama) - Matt Damon
- Najbolji sporedni glumac - Robin Williams

## Glazba iz filma
Pjesmu Miss Misery napisao je i izveo pokojni pjevač-kantautor Elliott Smith te za istu bio nominiran u kategoriji najbolje originalne pjesme na dodjeli nagrada Oscar. Ipak, nagradu je te godine osvojila pjesma My Heart Will Go On iz filma Titanic. Tijekom odjavne špice filma, uz pjesmu Miss Misery čuje se i pjesma Afternoon Delight u izvedbi Starland Vocal Banda, ali se ona ne nalazi na službenom soundtracku filma.
Premda je Danny Elfman bio nominiran za nagradu Oscar u kategoriji najbolje originalne glazbe, samo se dvije teme nalaze na službenom soundtracku. Elfmanova Weepy Donuts upotrijebljena je za NBC-jevu emisiju The Today Show 11. rujna 2006. godine tijekom koje je Matt Lauer govorio u uvodnoj špici.
1. Elliott Smith - "Between the Bars" (orkestralna)
2. Jeb Loy Nichols - "As the Rain"
3. Elliott Smith - "Angeles"
4. Elliott Smith - "No Name #3"
5. The Waterboys - "Fisherman's Blues"
6. Luscious Jackson - "Why Do I Lie?"
7. Danny Elfman - "Will Hunting" (uvodna špica)
8. Elliott Smith - "Between the Bars"
9. Elliott Smith - "Say Yes"
10. Gerry Rafferty - "Baker Street"
11. Andru Donalds - "Somebody's Baby"
12. The Dandy Warhols - "Boys Better"
13. Al Green - "How Can You Mend a Broken Heart?"
14. Elliott Smith - "Miss Misery"
15. Danny Elfman - "Weepy Donuts"

## Vanjske poveznice
- Dobri Will Hunting u internetskoj bazi filmova IMDb-a
- Dobri Will Hunting na Box Office Mojo
- Dobri Will Hunting na Rotten Tomatoes
- Scenarij na IMSDb